# Le Vigan (Gard)
Le Vigan település Franciaországban, Gard megyében. Lakosainak száma 3786 fő (2022. január 1.). Le Vigan Aulas, Avèze, Mandagout, Pommiers, Roquedur, Saint-André-de-Majencoules és Saint-Bresson községekkel határos.

## Népesség
A település népességének változása:
| Lakosok száma | 4207 | 4517 | 4523 | 4059 | 3920 | 3896 | 3820 | 3772 | 3708 | 3786 |
|               | 1968 | 1982 | 1990 | 2006 | 2013 | 2015 | 2017 | 2019 | 2020 | 2022 |